# Hanne Bergius
Hanne Bergius (* 1947 in Herzberg) ist eine deutsche Kunsthistorikerin und Professorin für Kunstgeschichte mit den Schwerpunkten Kunst, Fotografie, Design und Architektur der Moderne.

## Leben
Hanne Bergius studierte Kunstgeschichte, Klassische Archäologie und Psychologie an der FU Berlin. Sie promovierte 1984 zur Geschichte und zum Konzept des Berliner Dadaismus bei Tilmann Buddensieg an der Freien Universität Berlin. Ein DFG Stipendium zur Untersuchung des Verhältnisses von Tradition und Moderne am Beispiel der Neuen Sachlichkeit erhielt sie 1990. Anschließend legte sie 1992 ihre Habilitation zum Prinzip Montage am Fachbereich Geschichtswissenschaften der FU Berlin vor und erhielt damit die Venia legendi für das Fach Neuere Kunstgeschichte.
In ihrer Mitwirkung als Ko-Kuratorin an den internationalen Ausstellungen und Katalogen Tendenzen der zwanziger Jahre. Dada in Europa – Dokumente und Werke (15. Europäische Kunstausstellung, Berlin 1977) und Paris-Berlin. Übereinstimmungen und Gegensätze Frankreich – Deutschland 1900–1933 (Centre Pompidou, Paris 1978) wandte sie erstmals ihre Forschungsergebnisse zur Klassischen Moderne an. Nach diesen Ausstellungen setzte sie ihre wissenschaftlichen Studien fort und widmete sich zur gleichen Zeit weiter der Erziehung ihrer Töchter (geb. 1969 und 1973), die aus der Ehe mit dem Architekten Burkhard Bergius hervorgingen.
Bereits seit 1980 sammelte sie Lehrerfahrungen durch einen neunjährigen Lehrauftrag am Fachbereich Architektur an der Technischen Universität Dortmund und von 1987 bis 1989 an der Staatlichen Kunstakademie Düsseldorf, des Weiteren 1990 durch ihre Beteiligung am Funkkolleg Moderne Kunst. Nach ihrer Habilitation lehrte sie von 1992 bis 1994 als Professorin für Kunstgeschichte an der FH Münster. Von 1994 bis 2007 hatte sie eine Professur für Kunst-, Design- und Architekturgeschichte an der Burg Giebichenstein Kunsthochschule Halle inne. Ihre Lehre konzentrierte sie auf die Interdependenzen der Künste sowie auf ästhetische Transferprozesse – z. B. zwischen Europa und Asien –, um Interpretationsspielräume zwischen Formen, Funktionen und Bedeutungsgebungen in ihren internationalen kultur- und sozialhistorischen Kontexten bewusst zu machen. Es ging nicht nur um theoretische Wissensaneignung, sondern auch um den Weg zum Entwerfen und Handeln.

## Wissenschaftliche Arbeit
Forschungsschwerpunkte von Bergius liegen in der Moderne des 19. und 20. Jahrhunderts. Wie sich innovative Gestaltungs- und Rezeptionsprozesse in soziokulturellen Zusammenhängen entwickeln und gegen überkommene Gewissheiten durchsetzen, untersucht sie in zahlreichen wissenschaftlichen Publikationen seit 1975. In der internationalen Dadabewegung, insbesondere im Dadaismus in Berlin, als einem ihrer Hauptforschungsgebiete verdichten sich wie in einem Brennspiegel die Paradigmenwechsel der Künste nach dem kulturellen Zusammenbruch des Ersten Weltkriegs.
In der 1989 veröffentlichten Monographie Das Lachen Dadas geht es um die experimentellen Grotesk-Konzepte des Berliner Club Dada und die unterschiedlichen Projekte und Performances des neuen Künstler-Typus, des Da-Dandy, der im Schnittpunkt des Zeitgeschehens eine radikale Revidierung der Künste und bissig-satirische Gesellschaftskritik zugleich einfordert. In Montage und Metamechanik (2000; erw. amerik. Fassung (2003): Dada triumphs. Dada Berlin 1917–1923) analysiert Bergius die Erzeugnisse Dadas, - die avantgardistischen Verfahren der Collagen, Assemblagen, vor allem der Fotomontagen und deren polares Spannungsverhältnis zu den Werken der metamechanisch-konstruktiven Phase, das sie im Zusammenhang von Friedrich Nietzsches komplexem Einfluss auf das Konzept Dadas deutet. Überdies nahm Bergius 1997 mit einem Beitrag zu den dekonstruktiven Architekturen von Johannes Baader und Kurt Schwitters an dem vom Getty Research Institute organisierten Symposium Nietzsche and An Architecture of Our Minds teil, dessen Sektion Nietzsche als Prophet der Moderne sie leitete.
Ihre Studien zu Künstlerinnen und Künstlern galten des Weiteren Jefim Golyscheff, George Grosz, Raoul Hausmann, John Heartfield, Wieland Herzfelde, Hannah Höch, Richard Huelsenbeck, Walter Mehring, Rudolf Schlichter sowie Erwin Blumenfeld, Paul Citroen, Otto Dix, Max Ernst, deren Beiträge zur Ersten Internationalen Dada Messe (1920) umfassend rekonstruiert wurden. Die feministische Kunstgeschichtsschreibung machte sie 1976 erstmals auf Gender Studies zu Hannah Höch und zu weiteren Dadaisten aufmerksam. Auch wissenschaftliche Essays zur großstädtisch-industriell und medial geprägten Ästhetik der Moderne zählen zu ihren Schwerpunkten – einerseits wahrgenommen als Laboratorium von utopischen Konzepten und technisch-medialen Visionen eines Neuen Menschen, andererseits als gezeichnete Metropolenkultur von Umbrüchen und Abgründen, die zu Umdeutungen von ikonographischen Bildtraditionen veranlassten – wie beispielsweise am „Großstadt-Triptychon“ (1927/28) von Otto Dix verdeutlicht.
Im Speziellen untersuchte sie 2011 die frühe Pariser Werkphase der Filmemacherin und Künstlerin Ulrike Ottinger und zeigte 2013 anlässlich der Ausstellung Weltbilder die Nähe ihrer ethno- und mythopoetischen Bildwelten zu Aby Warburgs kulturwissenschaftlichen Forschungen über die Wandlungen des Bildgedächtnisses. Das Interesse von Bergius konzentriert sich weiter auf Untersuchungen zu Konzepten der Montage, die sich in der Rezeption von Dada und Surrealismus seit den 1960er Jahren im Bereich von Fluxus, Lettrismus, Situationistischer Internationale, Pop Art bis zu gegenwärtigen Bildproduktionen entwickelten.

## Publikationen (Auswahl)

### Bücher
- Das Lachen Dadas. Die Berliner Dadaisten und ihre Aktionen (= Werkbund-Archiv. Band 19). Anabas, Gießen 1989, ISBN 3-87038-141-8.
- Montage und Metamechanik. Dada Berlin – Artistik von Polaritäten (= Schriftenreihe der Burg Giebichenstein, Hochschule für Kunst und Design Halle. Band 4). Gebr. Mann, Berlin 2000, ISBN 3-7861-1525-7.
- Dada Triumphs! Dada Berlin, 1917–1923. Artistry of Polarities. Montages – Metamechanics – Manifestations. (= Crisis and the Arts. The History of Dada. Vol. V). Übers. v. Brigitte Pichon. Thomson/Gale, New Haven, Conn. u. a. 2003, ISBN 0-8161-7355-9.
- H. Bergius, Eberhard Roters (Hrsg.): Tendenzen der zwanziger Jahre. Dada in Europa – Dokumente und Werke. 15. Europäische Kunstausstellung. Vol. 3, Dietrich Reimer Verlag, Berlin 1977, ISBN 3-496-01000-2.
- H. Bergius, Karl Riha, Norbert Miller (Hrsg.): Johannes Baader: Oberdada. Schriften, Manifeste, Flugblätter, Billets, Werke und Taten, Anabas-Verlag, Giessen 1977, ISBN 3-87038-046-2.
- H. Bergius, Karl Riha (Hrsg.): Dada Berlin. Texte, Manifeste, Aktionen (= Reclams Universal-Bibliothek. Nr. 9857). Stuttgart 1977 ff., ISBN 3-15-009857-2.
- H. Bergius, Françoise Lartillot (Hrsg.): Dada Berlin. Une révolution culturelle? (= Reihe Histoire des idées). Ed. du Temps, Nantes 2004, ISBN 2-84274-344-X.
- H. Bergius, Timothy Benson, Ina Blom (Hrsg.): Raoul Hausmann et les Avantgardes. Les presses du réel, Dijon 2014, ISBN 978-2-84066-653-0.

### Wissenschaftliche Essays
- Hannah Höch – Künstlerin im Berliner Dadaismus / Hannah Höch – Femme artiste du Dadaisme Berlinois. In: Musée d´Art Moderne de la Ville de Paris / Nationalgalerie Berlin (Hrsg.): Hannah Höch. Collagen, Gemälde, Aquarelle, Gouachen, Zeichnungen. Katalog. Gebr. Mann, Paris/Berlin 1976, ISBN 3-7861-4112-6, S. 33–38.
- Dada à Berlin / Dada in Berlin. De l`esthétique du laid à la beauté révolutionaire / Von der Ästhetik des Häßlichen zur revolutionären Schönheit. In: Centre National d'Art et de Culture Georges Pompidou (Hrsg.): Paris-Berlin. Rapports et contrastes France-Allemagne 1900–1933. Katalog. Paris 1978, ISBN 2-85850-066-5. (deutsch.: Paris-Berlin. Übereinstimmungen und Gegensätze Frankreich-Deutschland 1900–1933. Prestel, München 1979, ISBN 3-7913-0466-6, S. 126–141, 164–172, 560–575.)
- The Ambiguous Aesthetic of Dada: Towards a Definition of its Categories. In: Journal of European Studies. Literature and Ideas from the Renaissance to the Present. Jg. IX, 1979, S. 26–38 und in: Richard Sheppard (Hrsg.): Dada. Studies of a Movement. Alpha Academic, Norwich 1980, S. 28–40, ISSN 0047-2441.
- Im Laboratorium der mechanischen Fiktionen (I). Zur unterschiedlichen Bewertung von Mensch und Maschine um 1920. In: Tilmann Buddensieg, Henning Rogge (Hrsg.): Die Nützlichen Künste Katalog. Quadriga, Berlin 1981, S. 287–299.
- Im Laboratorium der mechanischen Fiktionen (II). Zur unterschiedlichen Bewertung der Großstadt um 1914/1920. In: Stanislaus von Moos, Chris Smeenk (Hrsg.): Avant-Garde und Industrie. Delft University Press, Delft 1983, ISBN 90-6275-109-1, S. 46–61.
- Berlin – Gezeichnete Metropole. Vom Liniennetz zur Kontur / Berlin – A City Drawn. From the Linear Network to the Contour. In: Peter Nisbet, Carol O. Selle (Hrsg.): German Realist Drawings of the 1920s / Deutsche Realistische Zeichnungen der Zwanziger Jahre Katalog. Harvard University Art Museum, Busch Reisinger Museum 1986, ISBN 0-916724-61-1, S. 15–41.
- Berlin, the Dada Metropolis. In: Jean Clair (Hrsg.): The 1920’s. Age of the Metropolis. Katalog. The Museum of Fine Arts, Montreal 1991, ISBN 2-89192-139-9, S. 253–269.
- Dada und Eros. In: Jula Dech, Ellen Maurer (Hrsg.): Da-da zwischen Reden zu Hannah Höch. Orlando Frauenverlag, Berlin 1991, ISBN 3-922166-41-5, S. 61–80.
- Dix – Dionysos in der Kälte. Spuren von Mythen und alten Meistern im „Großstadt-Triptychon“. In: Wulf Herzogenrath, Johann-Karl Schmidt (Hrsg.): Dix zum 100. Geburtstag 1891–1991 Katalog. Gerd Hatje, Stuttgart 1991, ISBN 3-7757-0335-7, S. 219–229.
- Fotomontage im Vergleich – Hannah Höch, Marianne Brandt, Alice Lex-Nerlinger. In: Ute Eskildsen (Hrsg.): Fotografieren hieß teilnehmen. Fotografinnen der Weimarer Republik Katalog. Serie Folkwang, Essen 1994, ISBN 3-928762-26-5, S. 42–50.
- Kurt Schwitters „Créer du nouveau à partir de débris“. In: Serge Lemoine (Hrsg.): Kurt Schwitters. Centre Georges Pompidou, Editions du Centre Pompidou, Paris 1994, ISBN 2-85850-799-6, S. 38–45.
- Ästhetische Imaginationen zum Neuen Menschen. In: Horst Oehlke (Hrsg.): Virtualität contra Realität. 16. Designwissenschaftliches Kolloquium Burg Giebichenstein, Hochschule für Kunst und Design Halle, 1995, S. 11–21, und in: Bernd Fessner (Hrsg.): Welt im Bild. Wirklichkeit im Zeitalter der Virtualität. Rombach, Freiburg i. Breisgau 1997, ISBN 3-7930-9151-1, S. 49–71.
- Architecture as the Dionysian-Apollonian Process of Dada. In: Alexis Kosta, Irving Wolfarth (Hrsg.): Nietzsche and „An Architecture of our Minds“. The Getty Research Institute for The History of Arts and the Humanities, Los Angeles 1999, ISBN 0-89236-485-8, S. 115–139.
- Die neue visuelle Realität. Das Fotobuch der 20er Jahre. In: Kunst- und Ausstellungshalle der Bundesrepublik Deutschland in Zusammenarbeit mit Klaus Honnef, Rolf Sachsse, Karin Thomas (Hrsg.): Deutsche Fotografie. Macht eines Mediums 1870–1970 Katalog. DuMont, Köln 1997, ISBN 3-7701-2652-1, S. 88–102.
- Transparenzen im „Glass House“ von Sergej Eisenstein – Zwischen Aufklärung und Spiel. In: Freundes- und Förderkreis der Burg Giebichenstein (Hrsg.): Körpertransparent. (= Schriftenreihe der Burg Giebichenstein Hochschule für Kunst und Design Halle). Halle 2000, ISBN 3-86019-025-3, S. 64–65.
- Die große Erzählung und ihre Wandlungen oder die Parabel vom Frosch. Zum Konzept der Burg Giebichenstein, Burg Giebichenstein – eine Hochschule im Umbruch / A long and changeful story – or The Parable of the Frog. In: Rudolf Schäfer (Hrsg.): Burg Giebichenstein. Hochschule für Kunst und Design Halle. (= Schriftenreihe. No. 10). Katalog. Halle 2002, ISBN 3-86019-030-X, S. 28–90.
- Ambivalente Visionen vom körperlich-technischen Fortschritt in den Zwanziger Jahren. In: Hans Körner, Angela Stercken (Hrsg.): 1926–2002 GeSoLei. (Begleitbuch zur Ausstellung im Stadtmuseum Düsseldorf 2002/03). Gerd Hatje, Stuttgart 2002, ISBN 3-7757-1252-6, S. 279–288.
- Dada grotesk. In: Pamela Kort (Hrsg.): Grotesk! 130 Jahre Kunst der Frechheit. Prestel, München 2003, ISBN 3-7913-2887-5, S. 137–148. (englisch: Dada Grotesque. In: Pamela Kort (Hrsg.): Comic Grotesque. Wit and Mockery in German Art, 1870–1940. Prestel, München, New York u. a. 2005, ISBN 3-7913-6004-3, S. 155–171.)
- Dada Berlin and its Aesthetic of Effects: Playing the Press. In: Harriet Watts (Hrsg.): Dada and the Press. Vol. IX: Crisis and the Arts. The History of Dada. Thomson, Gale u. a., New Haven, Conn. 2004, S. 67–92; Dada-Berlin and the Press. In: ebd., S. 92–134; Articles about Dada Berlin in Daily Newspapers. Selected Bibliography. In: ebd., ISBN 0-8161-0509-X, S. 134–152.
- Fotomontage als avantgardistisches Konzept des Widerspruchs. In: Martin Scholz, Ute Helmbold (Hrsg.): Bildsampling. Wie viele Bilder brauchen wir? Deutscher Universitätsverlag, Wiesbaden 2006, ISBN 3-8350-6020-1, S. 111–126.
- Ulrike Ottingers Peinture Nouvelle. Entzifferung von Alltagsmythen/Ulrike Ottinger’s Peinture Nouvelle. Decoding the Myths of Everyday Life. In: Marius Babias (Hrsg.): Ulrike Ottinger. (= NBK Ausstellungen. Band 11). Verlag der Buchhandlung Walther König, Köln 2011, ISBN 978-3-86335-075-8, S. 14–99.
- Unterwegs – Der Kontinent Ulrike Ottinger/En Route – The Continent Ulrike Ottinger. In: Kestnergesellschaft (Hrsg.): Ulrike Ottinger – Weltbilder / World Images. Katalog. Hannover 2013, ISBN 978-3-86984-425-1, S. 103–114.
- Dada Raoul dans les années cinquante – Reconsidérer Dada. In: Timothy Benson, Hanne Bergius, Ina Blom (Hrsg.): Raoul Hausmann et les avant-gardes. Les Presses du Réel, Dijon 2014, ISBN 978-2-84066-653-0, S. 34–69.
- 100 Jahre DADA. ART-Gespräch mit Ralf Schlüter. In: Art. Das Kunstmagazin. Gruner + Jahr, Hamburg Januar 2016, S. 32–43.
- Navigation im Up-to-date Meer. Porträt-Fotomontagen von Dada und Bauhaus. In: Nina Wiedemeyer (Hrsg.): Original Bauhaus. Katalog. Bauhaus-Archiv / Museum für Gestaltung, München / London / New York 2019, ISBN 978-3-7913-5903-8, S. 153–163.
- DADA-Ausstellungen 1958 und 1977 im Kontext der Wirkungsgeschichten von Dada, in: Agathe Mareuge, Sandro Zanetti (Hrsg.): The Return of DADA / Die Wiederkehr von DADA / Le Retour de DADA, Bd. 2, Les Presses du Réel, Dijon 2022, ISBN 978-2-37896-208-1, S. 35–62.